# De-Lovely
 De-Lovely és una pel·lícula musical estatunidenca dirigida per Irwin Winkler, estrenada el 2004.
La pel·lícula és un biopic del compositor Cole Porter; el paper del títol és interpretat per Kevin Kline i el de Linda Porter per Ashley Judd. El 1946, la pel·lícula Nit i dia dirigida per Michael Curtiz proposava una versió expurgada de la vida del compositor, sense mencionar la seva homosexualitat. Llavors Cary Grant va interpretar el paper.

## Argument
Història de la vida del compositor Cole Porter.

## Comentari
La pel·lícula és concebuda com una pel·lícula musical barrejant la vida del compositor amb les seves pròpies cançons i prenent per a marc tant els escenaris de teatre com els llocs reals que Porter va conèixer.
Aposta per una escenificació intel·ligent, un bon repartiment i la presència de grans cantants per interpretar les cançons més boniques de Porter: Sheryl Crow, Robbie Williams, etc.

## Repartiment
- Kevin Kline: Cole Porter
- Ashley Judd: Linda Lee Thomas/Porter
- Jonathan Pryce: Gabriel
- Kevin McNally: Gerald Murphy
- Sandra Nelson: Sara Murphy
- Allan Corduner: Monty Woolley
- Peter Polycarpou: Louis B. Mayer
- Keith Allen: Irving Berlín
- James Wilby: Edward Thomas
- Peter Jessop: Diaghilev
- Caroline O'Connor: Ethel Merman

## Banda original
1. It's De-Lovely -- Robbie Williams
2. Let's Do It (Let's Fall in Love) -- Alanis Morissette
3. Begin the Beguine -- Sheryl Crow
4. Let's Misbehave -- Elvis Costello
5. Be a Clown -- Kevin Kline, Peter Polycarpou i cors
6. Night and Day -- John Barrowman i Kevin Kline
7. True Love -- Ashley Judd i Tayler Hamilton
8. What Is This Thing Called Love? -- Lemar
9. I Love You -- Mick Hucknall
10. Just One of Those Things -- Diana Krall
11. Anything Goes -- Caroline O'Connor
12. Experiment—Kevin Kline
13. Love for Sale -- Vivian Green
14. So in Love -- Lara Fabian i Mario Frangoulis
15. Ev'ry Time We Say Goodbye -- Natalie Cole
16. Blow, Gabriel, Blow -- Jonathan Pryce, Kevin Kline i cors
17. In the Still of The Night—Kevin Kline i Ashley Judd
18. You're the Top -- Cole Porter

## Al voltant de la pel·lícula
- El títol de la pel·lícula agafa el nom d'una de les cançons de Porter, De-Lovely.
- La pel·lícula es va projectar a la clausura del Festival de Canes 2004, en el transcurs d'una gran festa on tots els cantants i actors de la pel·lícula eren presents.